# Muzeul Feroviar Ghimeș-Făget
Muzeul Feroviar Ghimeș-Făget este un muzeu situat în incinta Cantonului 30 (în maghiară A 30-as számú vasúti őrházban) din satul Ghimeș, comuna Ghimeș-Făget, județul Bacău, care, expune o colecție referitoare la activitatea feroviară de dinainte și de după Primul Război Mondial.

## Descriere
Colecția, al cărei deținător este un fost angajat feroviar, Bilibók Ágoston, conține exponate precum aparatură sau instrumente feroviare, uniforme, documente, fotografii de epocă, embleme și mărci din perioada 1885 până în prezent.
Clădirea cantonului, care a aparținut societății feroviare regale ungare,este situată lângă fosta graniță estică a Regatului Ungar de dinaintea Tratatului de la Trianon, la câțiva metri de aceasta și respectiv, la 2 km de gara din Ghimeș. În fața clădirii a fost edificat Monumentul istoric al tuturor maghiarilor, format din cinci stâlpi funerari sculptați în lemn. Aceștia reprezentă statul ungar cu cele patru zone istorice pe care le-a pierdut în urma respectivului tratat, dar care și-au câștigat libertatea națională.
În prezent, cantonul, lângă care se află ruinele cetății Rákóczi și coroana maghiară edificată din pietre cu ocazia reanexării Transilvaniei de Nord, este un obiectiv comemorativ pentru populația maghiară, aici aflându-se ceea ce maghiarii numesc granița de o mie de ani. Obiectivul este vizitat cu ocazia pelerinajului de Rusalii.

## Istoric

### Clădirea

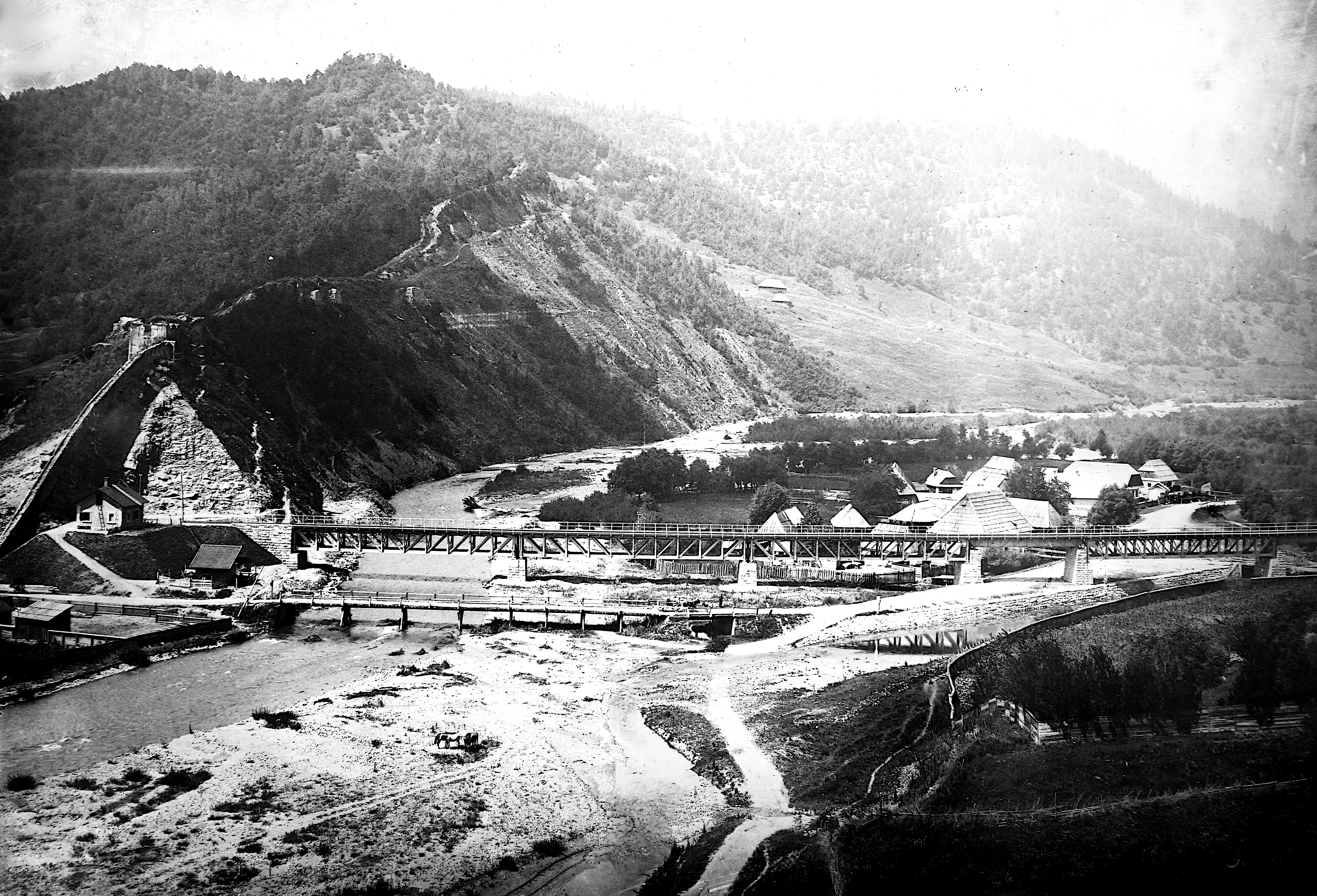
Clădirea, în 1914, în partea stângă a imaginii. încadrată deasupra de Cetatea Rákóczi și în dreapta de podul feroviar de peste râul Trotuș.

Zona este traversată de calea ferată Ciceu – Adjud, edificată între România și Austro-Ungaria. Proiectantul clădirii a fost inginerul maghiar Ferenc Pfaff (1851–1913), aceasta având indicativul Cantonul numărul 30 și fiind construită lângă calea ferată și lângă șoseaua ce făcea legătura dintre Moldova și Transilvania în perioada 1896-1897, drept parte a căii ferate Miercurea Ciuc – Ghimeș – Palanca – Comănești. La vremea respectivă, a reprezentat cel mai estic canton al cailor ferate ungare de pe vremea Austro-Ungariei.

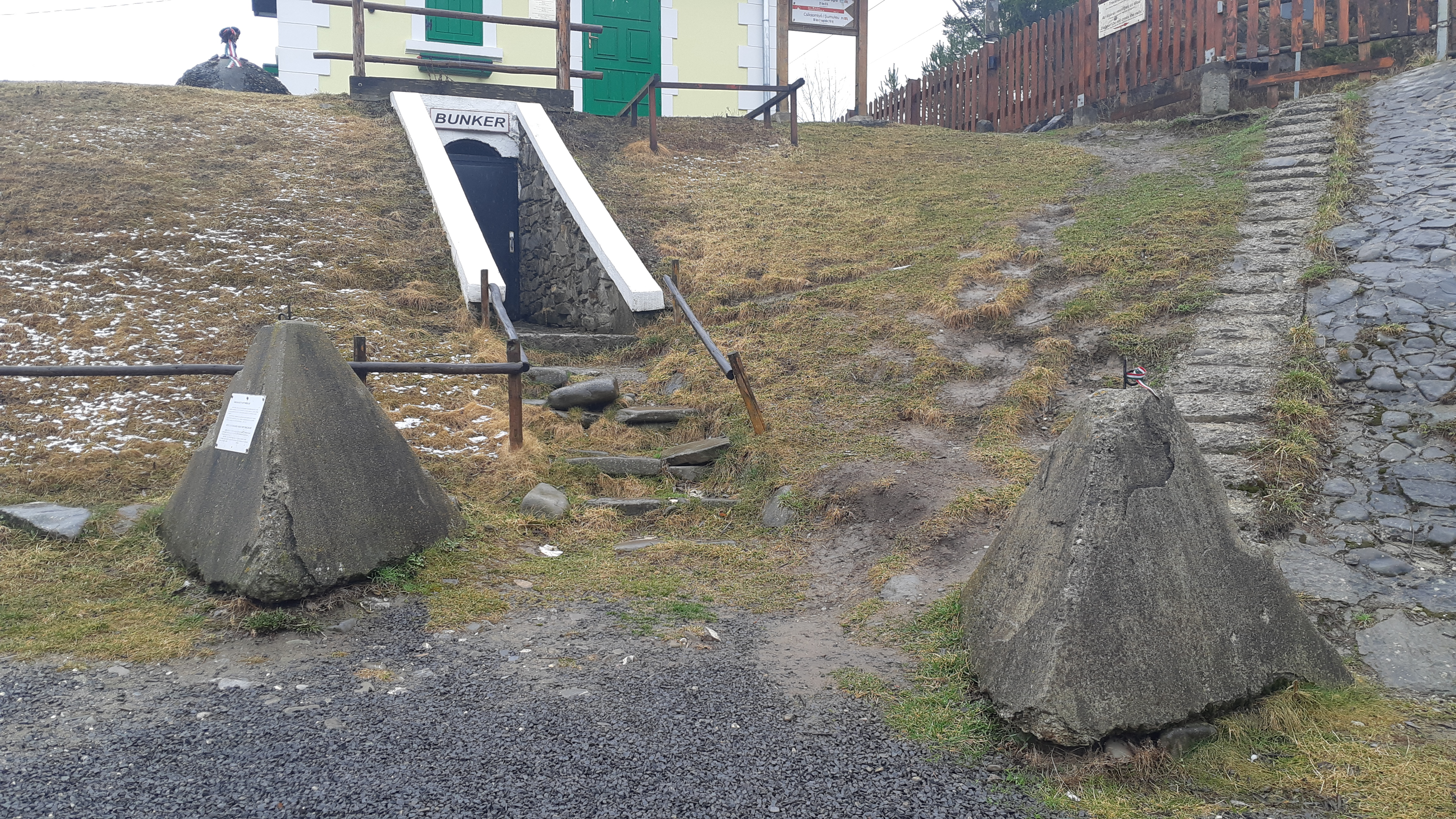
Dinți de dragon antitanc ai Liniei Árpád și intrarea în buncărul de sub Cantonul Feroviar Nr. 30 de la Ghimeș.

Rolul cantonului a fost de supraveghere și protecție, în dotarea sa intrând aparate de semnalizare. Cantonierul, împreună cu familia, locuia tot în respectiva clădire. După 1920 a fost dat în folosința Căilor Ferate Române, fiind preluat din nou de către MÁV și Armata Ungariei în 1940, în perioada respectivă fiind construite buncăre în pivniță și lângă clădire.
După anul 1990 clădirea a fost părăsită și s-a degradat. După ce cantonul care, la momentul respectiv aparținea SNCFR a fost vândut în anul 2003 profesorului ghimeșean Deáky András, acesta l-a donat Consiliului Local, după care s-a preocupat de strângerea de fonduri de pe plan local și din Ungaria, având ca scop renovarea clădirii.

### Colecția

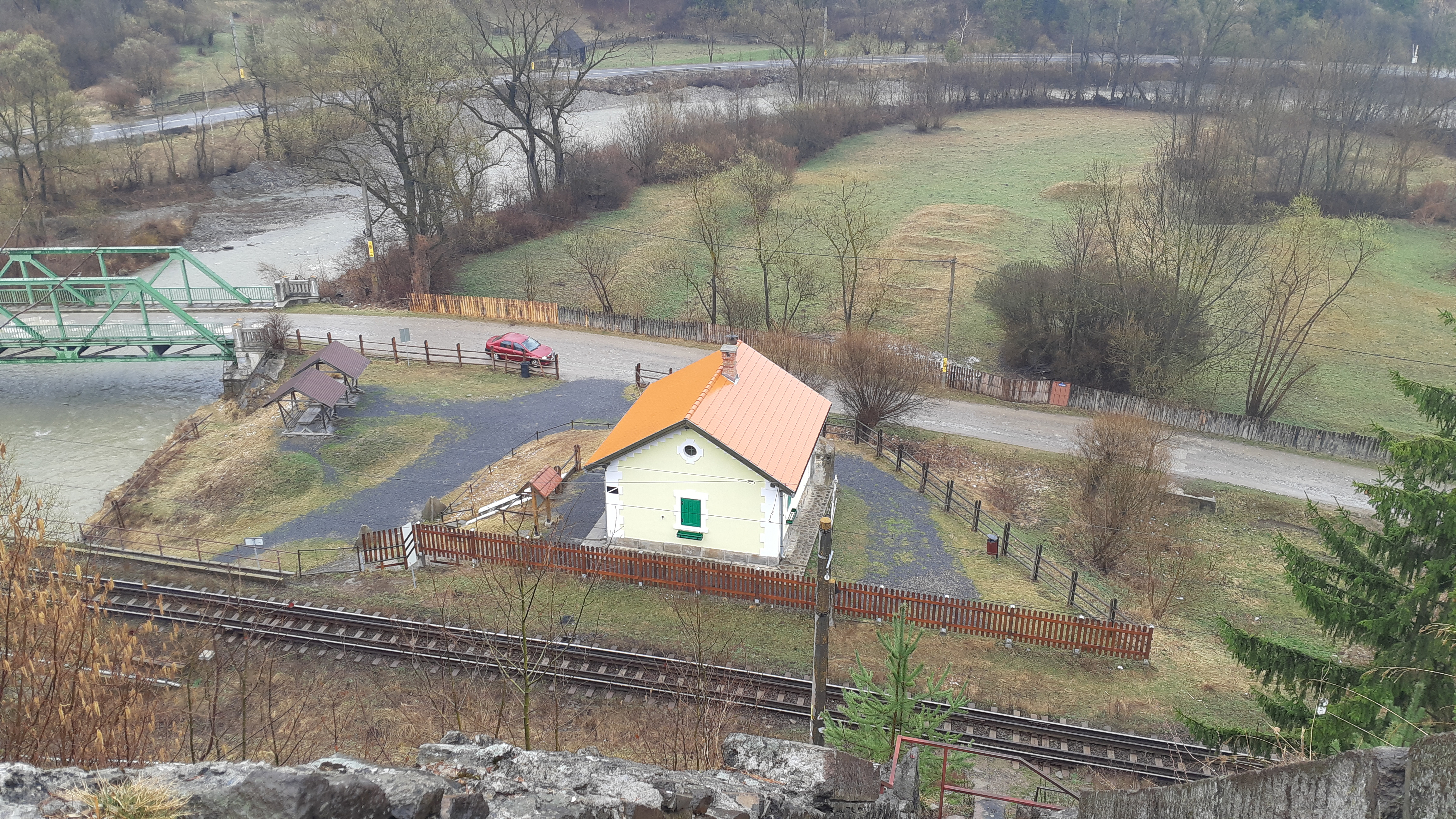
Perspectivă de pe scările care duc la cetatea Rákóczi.

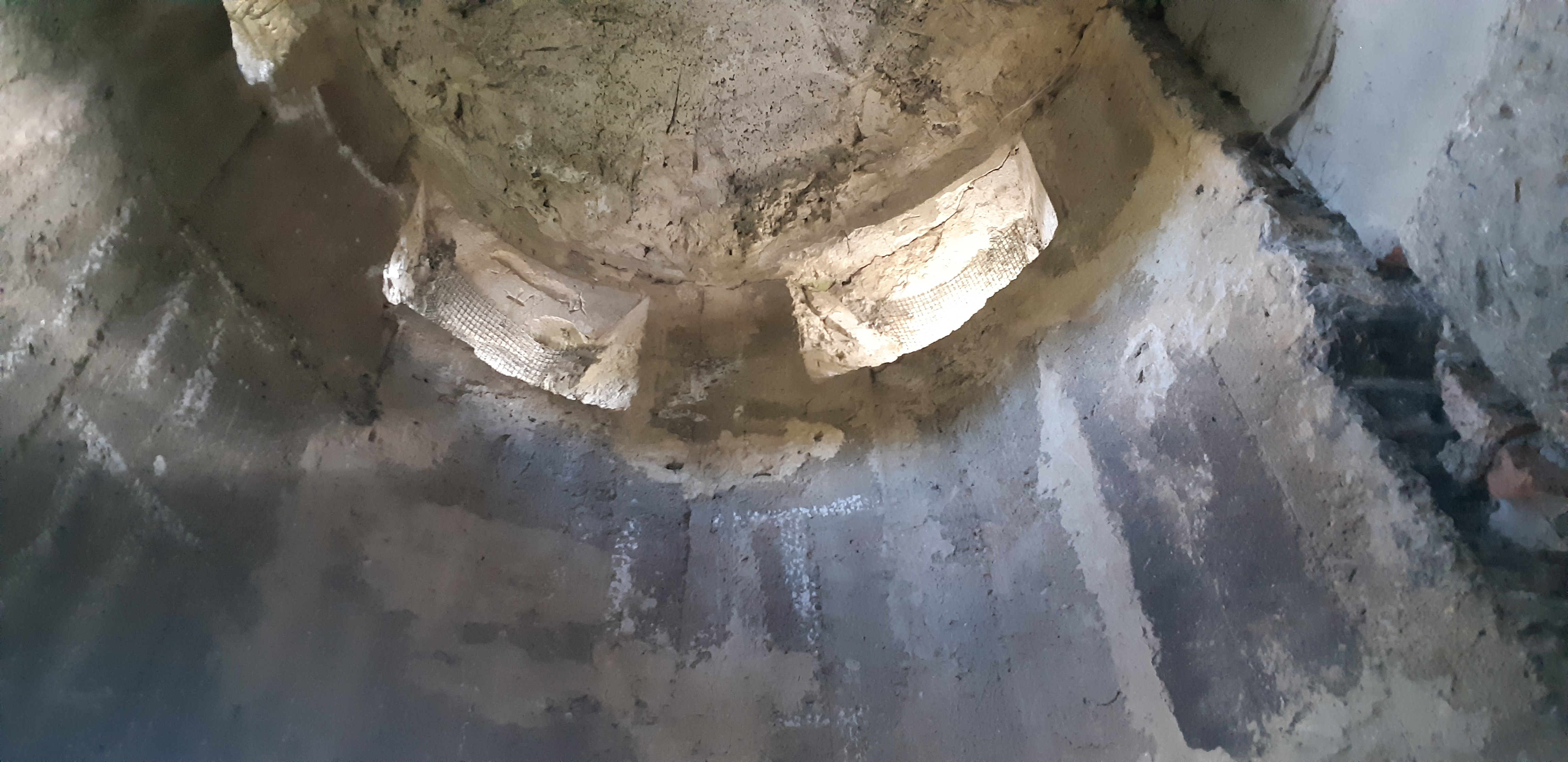
Lăcaș de tragere cu ambrazuri din buncărul de sub Cantonul 30.

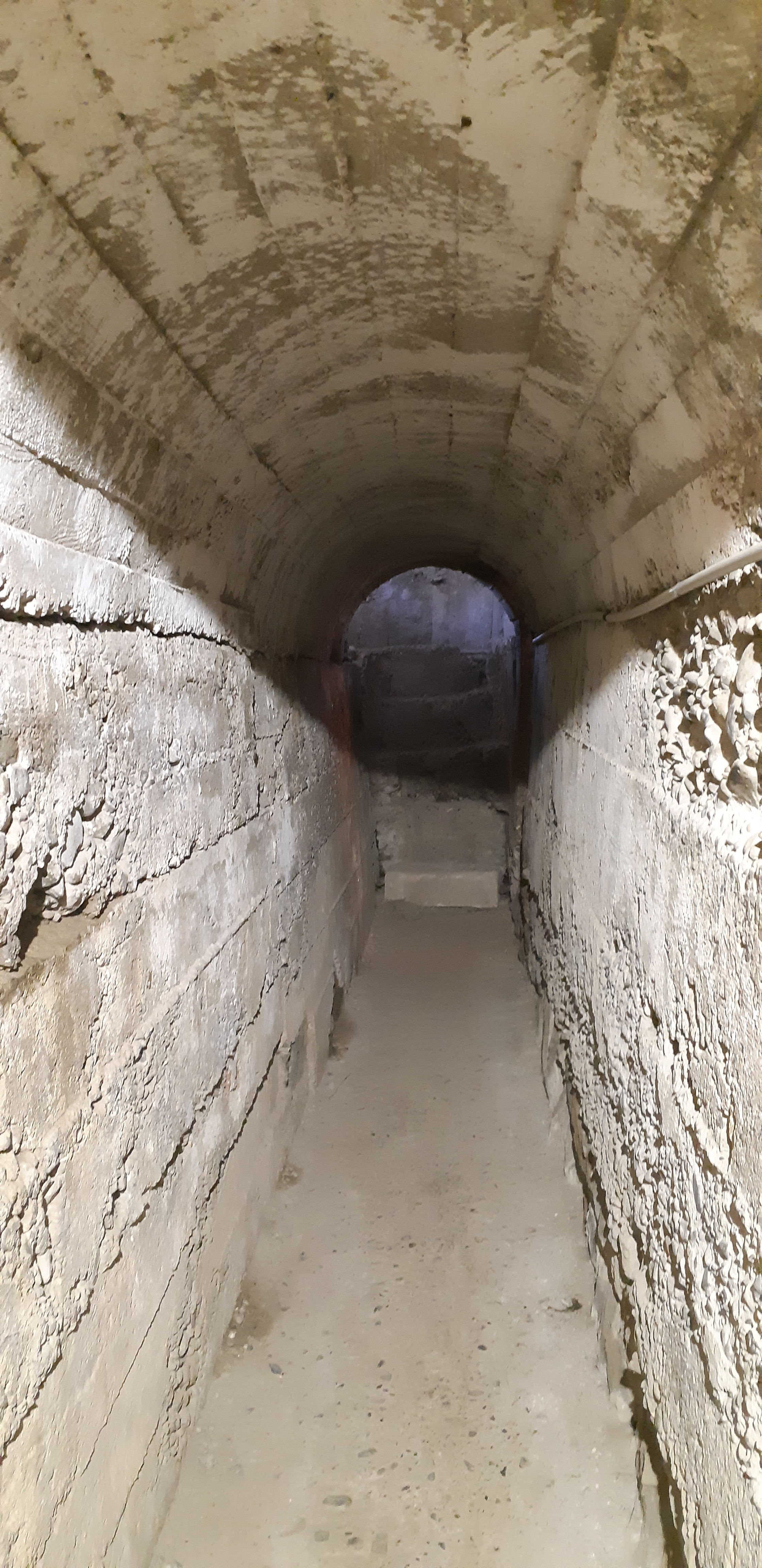
Tunel interior din buncărul de sub Cantonul 30.

Strângerea patrimoniului muzeistic a început de către Bilibók Ágoston (care s-a ocupat cu reparațiile și întreținerea vagoanelor la Revizia de Vagoane Ciceu până la pensionarea sa din 1990) în anii 1970, când Căile Ferate Române au decis să caseze vagoane fabricate în anii 1930 de către firme renumite din Europa. Primele obiecte intrate în inventar au fost plăcuțe de identificare de pe locomotive, atât numerice cât și înscripționate cu numele și cu orașul producătorului, precum și cu anul fabricației. Li s-au alăturat vitezometre de locomotive, un ceas electric de peron, fotografii care să ilustreze diverse stadii de construcție ale căii ferate care urcă de la Ciceu, diplome, medalii, literatură feroviară, hărți feroviare, documente de trecere a graniței, fotografii cu personal ai căii ferate din epocă, cu locomotive ale vremii, cu depoul Ghimeș  și altele.
La început, exponatele viitorului muzeu au fost găzduite în locuința fondatorului acestuia și ulterior, timp de 5 ani, într-o sală din clădirea gării Ghimeș. Renovarea fostului canton în perioada martie-mai 2008, conform standardelor MÁV, a permis locației să găzduiască expoziția, aceasta fiind deschisă după mutare, oficial în duminica Rusaliilor, în același an.

## Bibliografie

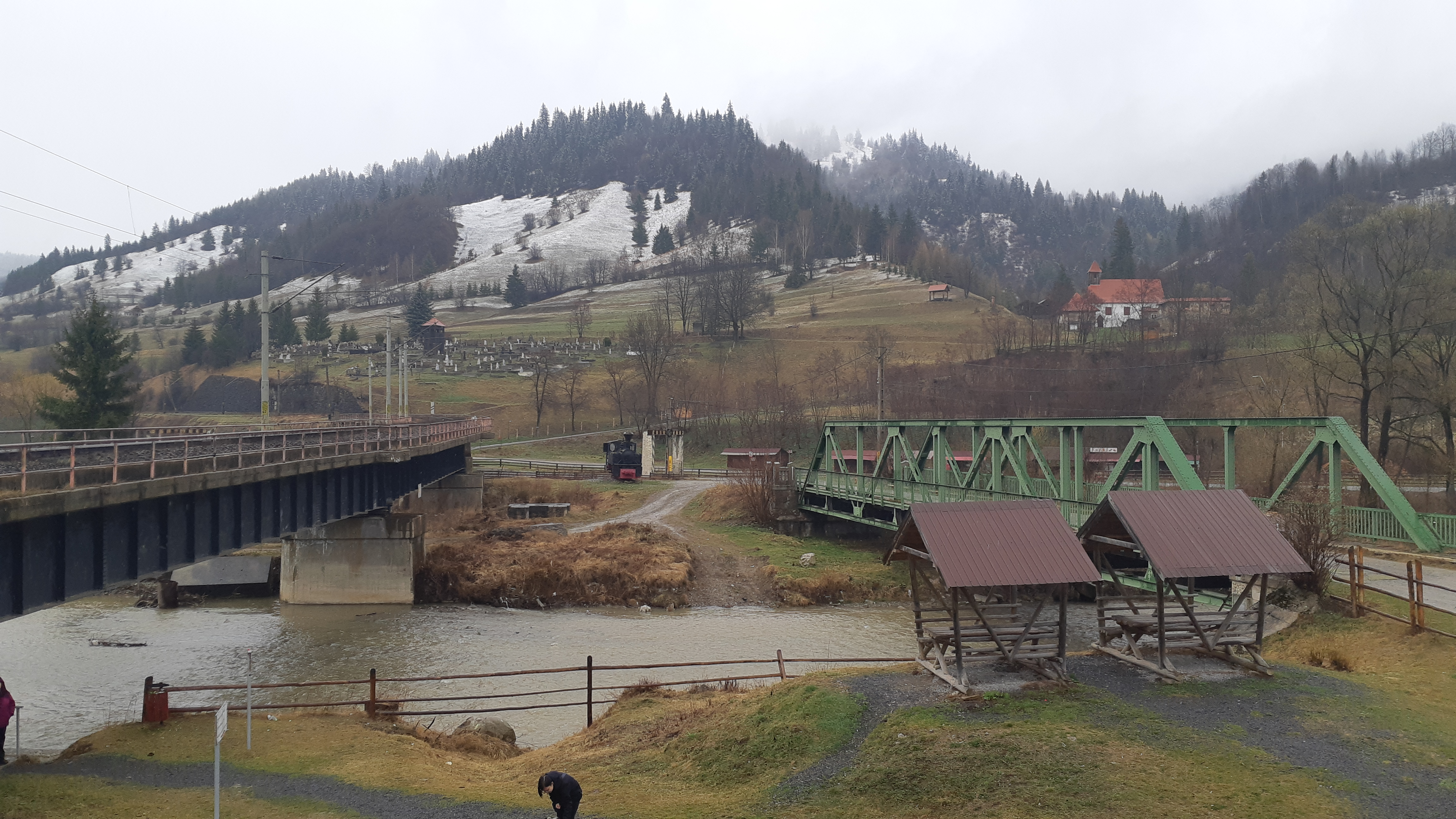
Pasul Ghimeș-Palanca, perspectivă dinspre Cantonul Feroviar 30. La stânga: podul de cale ferată al liniei Ciceu – Adjud de peste Trotuș, la dreapta un vechi pod rutier. În planul doi se află o locomotivă de epocă.